# Трутовик плоский
Трутовик плоский (Ganoderma applanatum) — вид деревних грибів роду ганодерма (Ganoderma). Сучасну біномінальну назву надано у 1889 році.

## Будова
Росте групами, тому сіро-коричнева смугаста тверда вибоїста шапинка — 15-50 см буває часто покрита іржавими спорами з верхнього гриба. Низ гриба білий, але стає коричневим, якщо пошкребти його.

## Життєвий цикл
Плодові тіла ростуть цілий рік.

## Поширення та середовище існування
Трапляється на мертвій деревині листяних дерев, а також на живих деревах, спричиняючи гниль серцевини.

## Практичне використання
Українські науковці з Інституту ботаніки ім. М. Г. Холодного НАН України, Київ та Інституту харчової біотехнології та геноміки НАН України проводили дослідження росту міцелія цього гриба на відходах молочної промисловості задля вироблення екзополісахаридів, що синтезуються грибами позаклітинно в умовах глибинного культивування. Як і ендополісахариди, вони мають широкий спектрбіологічної дії, насамперед через стимуляцію імунної системи організму.

## Галерея

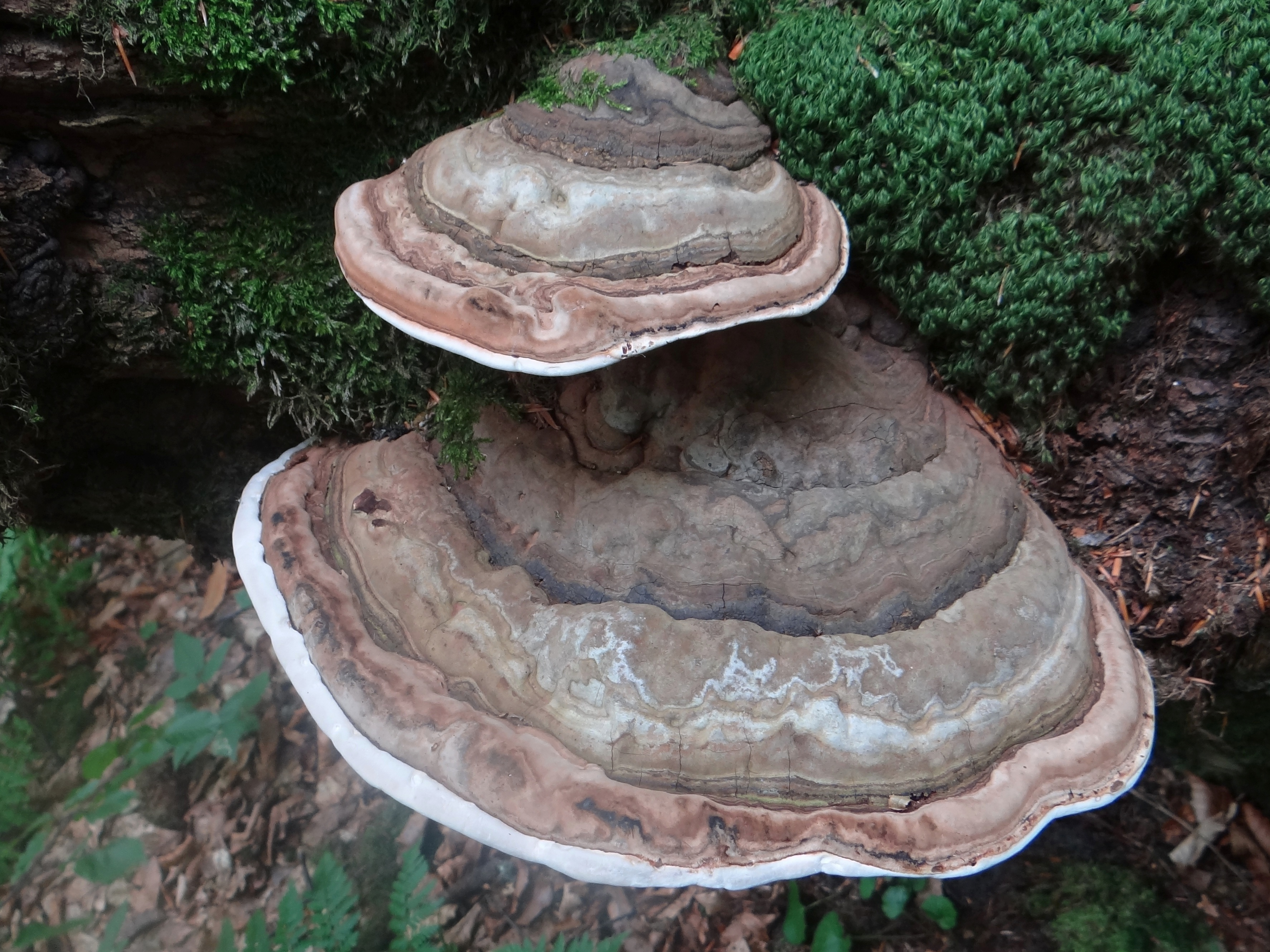
Вид гриба зверху
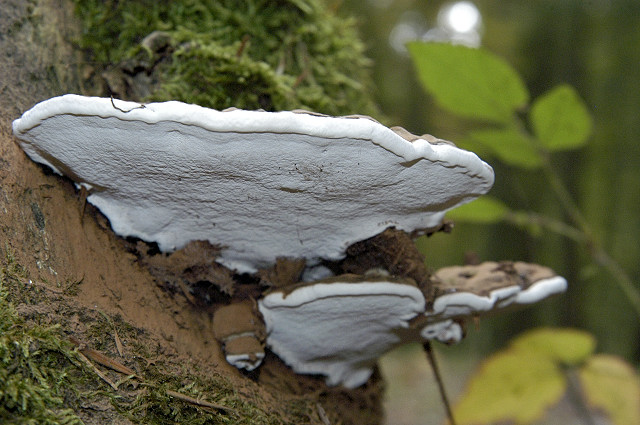
Вид гриба знизу
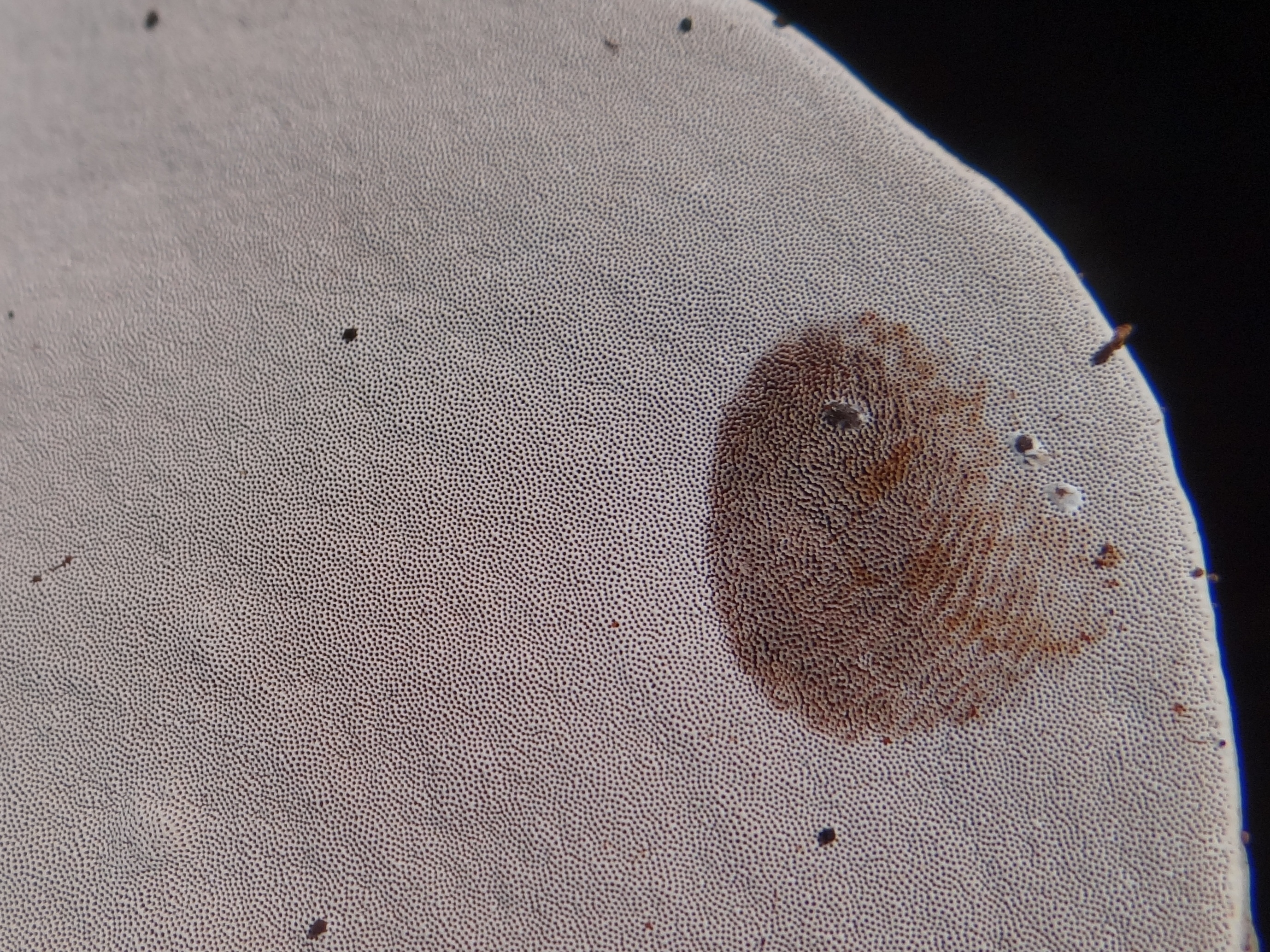
Відбиток пальця на нижній частині гриба